# Вратиславци
Вратиславци (на македонска литературна норма: Вратиславци) е село в община Царево село на Северна Македония.

## География
Селото се намира в областта Осоговия в южното подножие на планината Осогово до границата с Република България.

## История
В началото на XX век Вратиславци е село в Малешевската каза на Османската империя. Според статистиката на Васил Кънчов („Македония. Етнография и статистика“) в 1900 година Вратиславци е малко село със 128 души жители българи християни.
Цялото християнско население на селото е под върховенството на Българската екзархия. По данни на секретаря на екзархията Димитър Мишев („La Macédoine et sa Population Chrétienne“) в 1905 година във Вратиславца има 128 българи екзархисти.
По време на Балканската война в 1912 година един човек от селото се включва като доброволец в Македоно-одринското опълчение.
Според преброяването от 2002 година селото има 32 жители, всички северномакедонци.